# Campeonato Mundial Feminino de Curling de 2011
O Campeonato Mundial Feminino de Curling de 2011, denominado de Campeonato Mundial Feminino de Curling Capital One de 2011 por motivos de patrocínio, foi um torneio de seleções femininas de curling disputado na Granly Hockey Arena em Esbjerg, Dinamarca. A Suécia venceu o Canadá na final por 7–5, após roubar dois pontos no décimo end.

## Qualificação
As seguintes equipes se classificaram para participar do Mundial de Curling de 2011:
- Dinamarca (país-sede)
- Alemanha (atual campeã)
- Canadá (melhor equipe das Américas no Campeonato Mundial Feminino de Curling de 2010)

- Uma equipe das Américas
  -  Estados Unidos

- Seis equipes do Campeonato Europeu de Curling de 2010
  -  Suécia
  -  Escócia
  -  Suíça 
  -  Rússia
  -  Noruega
  -  Chéquia

- Duas equipes do Campeonato Pacífico-Ásia de Curling de 2010
  -  Coreia do Sul
  -  China

## Equipes participantes
As equipes participantes são as seguintes:
| Canadá | China | Chéquia | Dinamarca |
| --- | --- | --- | --- |
| Kronau CC, Kronau Capitã: Amber Holland Terceira: Kim Schneider Segunda: Tammy Schneider Primeira: Heather Kalenchuk Reserva: Jolene Campbell             | Harbin CC, Harbin Capitã: Wang Bingyu Terceira: Liu Yin Segunda: Yue Qingshuang Primeira: Zhou Yan Reserva: Yu Xinna                                   | CC Aritma Praha, Prague Capitã: Anna Kubešková Terceira: Tereza Plíšková Segunda: Luisa Illková Primeira: Eliška Jalovcová Reserva: Veronika Herdová  | Hvidovre CC, Hvidovre Capitã: Lene Nielsen Terceira: Helle Simonsen Segunda: Jeanne Ellegaard Primeira: Maria Poulsen Reserva: Mette de Neergaard                          |
| Alemanha | Coreia do Sul | Noruega | Rússia |
| SC Riessersee, Garmisch-Partenkirchen Capitã: Andrea Schöpp Terceira: Imogen Lehmann Segunda: Corinna Scholz Primeira: Monika Wagner Reserva: Stella Heiß | Gyeongjgido CC, Gyeonjgido Capitã: Kim Ji-sun Terceira: Lee Seul-bee Segunda: Shin Mi-sung Primeira: Gim Un-chi Reserva: Lee Hyun-jung                 | Snarøen CC, Snarøen Capitã: Linn Githmark Terceira: Henriette Løvar Segunda: Ingrid Stensrud Primeira: Kristin Moen Skaslien Reserva: Marianne Rørvik | Moskvitch CC, Moscow Quarta: Anna Sidorova Capitã: Liudmila Privivkova Segunda: Margarita Fomina Primeira: Ekaterina Galkina Reserva: Nkeiruka Ezekh                       |
| Escócia | Suécia | Suíça | Estados Unidos |
| Lockerbie CC, Lockerbie Capitã: Anna Sloan Terceira: Claire Hamilton Segunda: Vicki Adams Primeira: Rhiann Macleod Reserva: Eve Muirhead                  | Karlstads CK, Karlstad Capitã: Anette Norberg Terceira: Cecilia Östlund Segunda: Sara Carlsson Primeira: Liselotta Lennartsson Reserva: Karin Rudström | Davos CC, Davos Capitã: Mirjam Ott Terceira: Carmen Schäfer Segunda: Carmen Küng Primeira: Janine Greiner Reserva: Nicole Dünki                       | Niagara Falls CC, Niagara Falls (Ontário), Canadá Capitã: Patti Lank Terceira: Caitlin Maroldo Segunda: Jessica Schultz Primeira: Mackenzie Lank Reserva: Debbie McCormick |

## Fase classificatória
Na fase classificatória, as equipes enfrentam-se, classificando as quatro melhores.

### Classificação
| Legenda | Legenda                                |
| ------- | -------------------------------------- |
|         | Classificados para os Playoffs         |
|         | Classificados para a partida desempate |

| Equipes        | Capitãs        | V | D | PF | PA | V (Ends) | L (Ends) | Ends zerados | Ends quebrados | Pct. |
| -------------- | -------------- | - | - | -- | -- | -------- | -------- | ------------ | -------------- | ---- |
| Suécia         | Anette Norberg | 9 | 2 | 67 | 53 | 40       | 41       | 12           | 8              | 73%  |
| China          | Wang Bingyu    | 8 | 3 | 64 | 43 | 44       | 30       | 14           | 16             | 82%  |
| Dinamarca      | Lene Nielsen   | 7 | 4 | 77 | 55 | 47       | 33       | 15           | 14             | 78%  |
| Canadá         | Amber Holland  | 7 | 4 | 68 | 55 | 42       | 40       | 12           | 7              | 82%  |
| Suíça          | Mirjam Ott     | 7 | 4 | 68 | 58 | 46       | 37       | 15           | 15             | 82%  |
| Rússia         | Anna Sidorova  | 6 | 5 | 70 | 65 | 40       | 45       | 8            | 8              | 72%  |
| Estados Unidos | Patti Lank     | 6 | 5 | 64 | 63 | 48       | 36       | 10           | 17             | 72%  |
| Alemanha       | Andrea Schöpp  | 5 | 6 | 61 | 67 | 40       | 49       | 12           | 13             | 78%  |
| Escócia        | Anna Sloan     | 4 | 7 | 49 | 69 | 33       | 43       | 15           | 6              | 76%  |
| Noruega        | Linn Githmark  | 3 | 8 | 54 | 71 | 42       | 48       | 15           | 7              | 77%  |
| Chéquia        | Anna Kubešková | 2 | 9 | 40 | 73 | 35       | 43       | 11           | 7              | 71%  |
| Coreia do Sul  | Kim Ji-Sun     | 2 | 9 | 54 | 69 | 39       | 40       | 7            | 10             | 76%  |

### Resultados
Todas as partidas seguem o horário local (UTC+1).
Primeira rodada
Sexta-feira, 18 de março, 19:00
| Pista B             | LSFE    | 1 | 2 | 3 | 4 | 5 | 6 | 7 | 8 | 9 | 10 | Final |
| ------------------- | ------- | - | - | - | - | - | - | - | - | - | -- | ----- |
| Dinamarca (Nielsen) | Martelo | 0 | 1 | 0 | 0 | 0 | 1 | 1 | 0 | 0 | 0  | 3     |
| Alemanha (Schöpp)   |         | 1 | 0 | 0 | 1 | 0 | 0 | 0 | 2 | 0 | 4  | 8     |

| Pista C            | LSFE    | 1 | 2 | 3 | 4 | 5 | 6 | 7 | 8 | 9 | 10 | Final |
| ------------------ | ------- | - | - | - | - | - | - | - | - | - | -- | ----- |
| Noruega (Githmark) | Martelo | 1 | 0 | 2 | 0 | 1 | 0 | 1 | 0 | 1 | 2  | 8     |
| Suécia (Norberg)   |         | 0 | 3 | 0 | 1 | 0 | 2 | 0 | 1 | 0 | 0  | 7     |

Segunda rodada
Sábado, 19 de março, 9:00
| Pista A          | LSFE    | 1 | 2 | 3 | 4 | 5 | 6 | 7 | 8 | 9 | 10 | Final |
| ---------------- | ------- | - | - | - | - | - | - | - | - | - | -- | ----- |
| China (Wang)     | Martelo | 1 | 0 | 0 | 0 | 2 | 0 | 2 | 0 | 1 | 0  | 6     |
| Canadá (Holland) |         | 0 | 0 | 0 | 2 | 0 | 4 | 0 | 1 | 0 | 1  | 8     |

| Pista B               | LSFE    | 1 | 2 | 3 | 4 | 5 | 6 | 7 | 8 | 9 | 10 | Final |
| --------------------- | ------- | - | - | - | - | - | - | - | - | - | -- | ----- |
| Estados Unidos (Lank) |         | 0 | 0 | 0 | 1 | 1 | 0 | 0 | 1 | 0 | 0  | 3     |
| Suíça (Ott)           | Martelo | 0 | 1 | 1 | 0 | 0 | 0 | 1 | 0 | 0 | 2  | 5     |

| Pista C             | LSFE    | 1 | 2 | 3 | 4 | 5 | 6 | 7 | 8 | 9 | 10 | Final |
| ------------------- | ------- | - | - | - | - | - | - | - | - | - | -- | ----- |
| Escócia (Sloan)     | Martelo | 0 | 0 | 1 | 0 | 0 | 0 | 0 | 0 | 3 | 1  | 5     |
| Chéquia (Kubešková) |         | 1 | 1 | 0 | 0 | 1 | 0 | 1 | 2 | 0 | 0  | 6     |

| Pista D             | LSFE    | 1 | 2 | 3 | 4 | 5 | 6 | 7 | 8 | 9 | 10 | Final |
| ------------------- | ------- | - | - | - | - | - | - | - | - | - | -- | ----- |
| Rússia (Privivkova) |         | 0 | 0 | 3 | 3 | 0 | 2 | 0 | 1 | 0 | X  | 9     |
| Coreia do Sul (Kim) | Martelo | 0 | 1 | 0 | 0 | 2 | 0 | 1 | 0 | 1 | X  | 5     |

Terceira rodada
Sábado, 19 de março, 14:00
| Pista A             | LSFE    | 1 | 2 | 3 | 4 | 5 | 6 | 7 | 8 | 9 | 10 | Final |
| ------------------- | ------- | - | - | - | - | - | - | - | - | - | -- | ----- |
| Coreia do Sul (Kim) | Martelo | 1 | 0 | 0 | 0 | 0 | 0 | 1 | 0 | 0 | X  | 2     |
| Noruega (Githmark)  |         | 0 | 0 | 0 | 1 | 0 | 1 | 0 | 2 | 1 | X  | 5     |

| Pista B             | LSFE    | 1 | 2 | 3 | 4 | 5 | 6 | 7 | 8 | 9 | 10 | Final |
| ------------------- | ------- | - | - | - | - | - | - | - | - | - | -- | ----- |
| Suécia (Norberg)    |         | 1 | 0 | 1 | 0 | 1 | 0 | 2 | 0 | 3 | X  | 8     |
| Rússia (Privivkova) | Martelo | 0 | 1 | 0 | 1 | 0 | 1 | 0 | 1 | 0 | X  | 4     |

| Pista C               | LSFE    | 1 | 2 | 3 | 4 | 5 | 6 | 7 | 8 | 9 | 10 | Final |
| --------------------- | ------- | - | - | - | - | - | - | - | - | - | -- | ----- |
| Dinamarca (Nielsen)   |         | 0 | 0 | 1 | 0 | 1 | 0 | 3 | 1 | 0 | 0  | 6     |
| Estados Unidos (Lank) | Martelo | 0 | 1 | 0 | 2 | 0 | 1 | 0 | 0 | 1 | 2  | 7     |

| Pista D           | LSFE    | 1 | 2 | 3 | 4 | 5 | 6 | 7 | 8 | 9 | 10 | Final |
| ----------------- | ------- | - | - | - | - | - | - | - | - | - | -- | ----- |
| Alemanha (Schöpp) | Martelo | 2 | 1 | 0 | 1 | 0 | 2 | 0 | 0 | 4 | X  | 10    |
| Suíça (Ott)       |         | 0 | 0 | 2 | 0 | 1 | 0 | 3 | 1 | 0 | X  | 7     |

Quarta rodada
Domingo, 20 de março, 14:00
| Pista A             | LSFE    | 1 | 2 | 3 | 4 | 5 | 6 | 7 | 8 | 9 | 10 | Final |
| ------------------- | ------- | - | - | - | - | - | - | - | - | - | -- | ----- |
| Suíça (Ott)         | Martelo | 0 | 3 | 0 | 1 | 0 | 2 | 1 | 1 | 1 | X  | 9     |
| Chéquia (Kubešková) |         | 2 | 0 | 0 | 0 | 1 | 0 | 0 | 0 | 0 | X  | 3     |

| Pista B             | LSFE    | 1 | 2 | 3 | 4 | 5 | 6 | 7 | 8 | 9 | 10 | Final |
| ------------------- | ------- | - | - | - | - | - | - | - | - | - | -- | ----- |
| Coreia do Sul (Kim) |         | 0 | 0 | 2 | 0 | 0 | 0 | 1 | 0 | 0 | X  | 3     |
| China (Wang)        | Martelo | 0 | 2 | 0 | 3 | 1 | 1 | 0 | 1 | 2 | X  | 10    |

| Pista C             | LSFE    | 1 | 2 | 3 | 4 | 5 | 6 | 7 | 8 | 9 | 10 | Final |
| ------------------- | ------- | - | - | - | - | - | - | - | - | - | -- | ----- |
| Canadá (Holland)    |         | 0 | 0 | 1 | 0 | 1 | 0 | 1 | 1 | 0 | X  | 4     |
| Rússia (Privivkova) | Martelo | 0 | 2 | 0 | 3 | 0 | 2 | 0 | 0 | 2 | X  | 9     |

| Pista D               | LSFE    | 1 | 2 | 3 | 4 | 5 | 6 | 7 | 8 | 9 | 10 | Final |
| --------------------- | ------- | - | - | - | - | - | - | - | - | - | -- | ----- |
| Escócia (Sloan)       | Martelo | 0 | 3 | 0 | 0 | 0 | 2 | 0 | 0 | 1 | 1  | 7     |
| Estados Unidos (Lank) |         | 3 | 0 | 0 | 0 | 1 | 0 | 1 | 1 | 0 | 0  | 6     |

Quinta rodada
Domingo, 20 de março, 19:00
| Pista A          | LSFE    | 1 | 2 | 3 | 4 | 5 | 6 | 7 | 8 | 9 | 10 | Final |
| ---------------- | ------- | - | - | - | - | - | - | - | - | - | -- | ----- |
| Escócia (Sloan)  | Martelo | 1 | 0 | 0 | 0 | 0 | 1 | 0 | 1 | 0 | 0  | 3     |
| Suécia (Norberg) |         | 0 | 2 | 0 | 0 | 0 | 0 | 0 | 0 | 2 | 1  | 5     |

| Pista B             | LSFE    | 1 | 2 | 3 | 4 | 5 | 6 | 7 | 8 | 9 | 10 | 11 | Final |
| ------------------- | ------- | - | - | - | - | - | - | - | - | - | -- | -- | ----- |
| Chéquia (Kubešková) | Martelo | 1 | 2 | 0 | 2 | 0 | 0 | 0 | 0 | 0 | 0  | 2  | 7     |
| Noruega (Githmark)  |         | 0 | 0 | 1 | 0 | 1 | 1 | 1 | 0 | 0 | 1  | 0  | 5     |

| Pista C           | LSFE    | 1 | 2 | 3 | 4 | 5 | 6 | 7 | 8 | 9 | 10 | Final |
| ----------------- | ------- | - | - | - | - | - | - | - | - | - | -- | ----- |
| Alemanha (Schöpp) |         | 1 | 0 | 0 | 0 | 0 | 1 | 0 | 0 | X | X  | 2     |
| China (Wang)      | Martelo | 0 | 2 | 1 | 1 | 2 | 0 | 1 | 1 | X | X  | 8     |

| Pista D             | LSFE    | 1 | 2 | 3 | 4 | 5 | 6 | 7 | 8 | 9 | 10 | Final |
| ------------------- | ------- | - | - | - | - | - | - | - | - | - | -- | ----- |
| Dinamarca (Nielsen) |         | 0 | 0 | 1 | 0 | 1 | 2 | 2 | 0 | 1 | 1  | 8     |
| Canadá (Holland)    | Martelo | 0 | 2 | 0 | 1 | 0 | 0 | 0 | 2 | 0 | 0  | 5     |

Sexta rodada
Segunda-feira, 21 de março, 9:00
| Pista A               | LSFE    | 1 | 2 | 3 | 4 | 5 | 6 | 7 | 8 | 9 | 10 | Final |
| --------------------- | ------- | - | - | - | - | - | - | - | - | - | -- | ----- |
| Estados Unidos (Lank) |         | 0 | 0 | 0 | 2 | 0 | 2 | 0 | X | X | X  | 4     |
| Rússia (Privivkova)   | Martelo | 3 | 0 | 2 | 0 | 2 | 0 | 4 | X | X | X  | 11    |

| Pista B          | LSFE    | 1 | 2 | 3 | 4 | 5 | 6 | 7 | 8 | 9 | 10 | Final |
| ---------------- | ------- | - | - | - | - | - | - | - | - | - | -- | ----- |
| Canadá (Holland) |         | 0 | 0 | 1 | 0 | 1 | 0 | 0 | 1 | 0 | X  | 3     |
| Escócia (Sloan)  | Martelo | 0 | 1 | 0 | 2 | 0 | 0 | 3 | 0 | 1 | X  | 7     |

| Pista C             | LSFE    | 1 | 2 | 3 | 4 | 5 | 6 | 7 | 8 | 9 | 10 | Final |
| ------------------- | ------- | - | - | - | - | - | - | - | - | - | -- | ----- |
| Coreia do Sul (Kim) |         | 0 | 0 | 2 | 0 | 0 | 1 | 1 | 0 | 2 | X  | 6     |
| Suíça (Ott)         | Martelo | 4 | 1 | 0 | 2 | 0 | 0 | 0 | 1 | 0 | X  | 8     |

| Pista D             | LSFE    | 1 | 2 | 3 | 4 | 5 | 6 | 7 | 8 | 9 | 10 | Final |
| ------------------- | ------- | - | - | - | - | - | - | - | - | - | -- | ----- |
| Chéquia (Kubešková) |         | 1 | 0 | 0 | 1 | 0 | 1 | 0 | 0 | X | X  | 3     |
| China (Wang)        | Martelo | 0 | 2 | 3 | 0 | 1 | 0 | 2 | 1 | X | X  | 9     |

Sétima rodada
Segunda-feira, 21 de março, 14:00
| Pista A           | LSFE    | 1 | 2 | 3 | 4 | 5 | 6 | 7 | 8 | 9 | 10 | Final |
| ----------------- | ------- | - | - | - | - | - | - | - | - | - | -- | ----- |
| Alemanha (Schöpp) |         | 0 | 0 | 2 | 0 | 0 | 0 | 1 | 0 | 0 | X  | 3     |
| Escócia (Sloan)   | Martelo | 1 | 1 | 0 | 2 | 0 | 1 | 0 | 2 | 2 | X  | 9     |

| Pista B          | LSFE    | 1 | 2 | 3 | 4 | 5 | 6 | 7 | 8 | 9 | 10 | Final |
| ---------------- | ------- | - | - | - | - | - | - | - | - | - | -- | ----- |
| China (Wang)     | Martelo | 0 | 0 | 2 | 0 | 1 | 0 | 1 | 0 | 1 | 0  | 5     |
| Suécia (Norberg) |         | 0 | 1 | 0 | 1 | 0 | 3 | 0 | 1 | 0 | 1  | 7     |

| Pista C             | LSFE    | 1 | 2 | 3 | 4 | 5 | 6 | 7 | 8 | 9 | 10 | Final |
| ------------------- | ------- | - | - | - | - | - | - | - | - | - | -- | ----- |
| Chéquia (Kubešková) |         | 0 | 1 | 0 | 1 | 0 | 0 | 0 | X | X | X  | 2     |
| Dinamarca (Nielsen) | Martelo | 1 | 0 | 2 | 0 | 2 | 2 | 2 | X | X | X  | 9     |

| Pista D            | LSFE    | 1 | 2 | 3 | 4 | 5 | 6 | 7 | 8 | 9 | 10 | Final |
| ------------------ | ------- | - | - | - | - | - | - | - | - | - | -- | ----- |
| Canadá (Holland)   | Martelo | 1 | 0 | 1 | 0 | 3 | 0 | 0 | 1 | 0 | 1  | 7     |
| Noruega (Githmark) |         | 0 | 1 | 0 | 2 | 0 | 1 | 0 | 0 | 2 | 0  | 6     |

Oitava rodada
Segunda-feira, 21 de março, 19:00
| Pista A             | LSFE    | 1 | 2 | 3 | 4 | 5 | 6 | 7 | 8 | 9 | 10 | Final |
| ------------------- | ------- | - | - | - | - | - | - | - | - | - | -- | ----- |
| Suécia (Norberg)    | Martelo | 2 | 3 | 0 | 0 | 3 | 0 | 2 | 0 | 0 | X  | 10    |
| Coreia do Sul (Kim) |         | 0 | 0 | 2 | 1 | 0 | 1 | 0 | 2 | 1 | X  | 7     |

| Pista B             | LSFE    | 1 | 2 | 3 | 4 | 5 | 6 | 7 | 8 | 9 | 10 | Final |
| ------------------- | ------- | - | - | - | - | - | - | - | - | - | -- | ----- |
| Suíça (Ott)         | Martelo | 0 | 1 | 0 | 2 | 0 | 0 | 0 | 0 | 0 | 0  | 3     |
| Dinamarca (Nielsen) |         | 0 | 0 | 2 | 0 | 1 | 0 | 0 | 1 | 0 | 2  | 6     |

| Pista C             | LSFE    | 1 | 2 | 3 | 4 | 5 | 6 | 7 | 8 | 9 | 10 | Final |
| ------------------- | ------- | - | - | - | - | - | - | - | - | - | -- | ----- |
| Noruega (Githmark)  |         | 0 | 1 | 0 | 1 | 0 | 0 | 2 | 2 | 2 | 1  | 9     |
| Rússia (Privivkova) | Martelo | 3 | 0 | 4 | 0 | 0 | 1 | 0 | 0 | 0 | 0  | 8     |

| Pista D               | LSFE    | 1 | 2 | 3 | 4 | 5 | 6 | 7 | 8 | 9 | 10 | Final |
| --------------------- | ------- | - | - | - | - | - | - | - | - | - | -- | ----- |
| Estados Unidos (Lank) |         | 1 | 0 | 2 | 2 | 0 | 1 | 1 | 1 | 1 | X  | 9     |
| Alemanha (Schöpp)     | Martelo | 0 | 1 | 0 | 0 | 3 | 0 | 0 | 0 | 0 | X  | 4     |

Nona rodada
Terça-feira, 22 de março, 9:00
| Pista A             | LSFE    | 1 | 2 | 3 | 4 | 5 | 6 | 7 | 8 | 9 | 10 | Final |
| ------------------- | ------- | - | - | - | - | - | - | - | - | - | -- | ----- |
| Canadá (Holland)    | Martelo | 1 | 0 | 0 | 3 | 0 | 0 | 2 | 1 | 0 | X  | 7     |
| Chéquia (Kubešková) |         | 0 | 0 | 1 | 0 | 1 | 1 | 0 | 0 | 1 | X  | 4     |

| Pista B            | LSFE    | 1 | 2 | 3 | 4 | 5 | 6 | 7 | 8 | 9 | 10 | Final |
| ------------------ | ------- | - | - | - | - | - | - | - | - | - | -- | ----- |
| Noruega (Githmark) | Martelo | 1 | 0 | 0 | 1 | 0 | 0 | 1 | 0 | 0 | X  | 3     |
| Alemanha (Schöpp)  |         | 0 | 1 | 1 | 0 | 2 | 1 | 0 | 1 | 1 | X  | 7     |

| Pista C         | LSFE    | 1 | 2 | 3 | 4 | 5 | 6 | 7 | 8 | 9 | 10 | Final |
| --------------- | ------- | - | - | - | - | - | - | - | - | - | -- | ----- |
| Escócia (Sloan) |         | 0 | 1 | 0 | 0 | 0 | 1 | 0 | 0 | 0 | X  | 2     |
| China (Wang)    | Martelo | 1 | 0 | 0 | 1 | 1 | 0 | 2 | 1 | 2 | X  | 8     |

| Pista D             | LSFE    | 1 | 2 | 3 | 4 | 5 | 6 | 7 | 8 | 9 | 10 | Final |
| ------------------- | ------- | - | - | - | - | - | - | - | - | - | -- | ----- |
| Suécia (Norberg)    |         | 0 | 3 | 0 | 1 | 0 | 2 | 2 | X | X | X  | 8     |
| Dinamarca (Nielsen) | Martelo | 1 | 0 | 1 | 0 | 1 | 0 | 0 | X | X | X  | 3     |

Décima rodada
Terça-feira, 22 de março, 14:00
| Pista A             | LSFE    | 1 | 2 | 3 | 4 | 5 | 6 | 7 | 8 | 9 | 10 | Final |
| ------------------- | ------- | - | - | - | - | - | - | - | - | - | -- | ----- |
| Noruega (Githmark)  |         | 0 | 2 | 0 | 0 | 0 | 0 | 0 | 1 | 0 | X  | 3     |
| Dinamarca (Nielsen) | Martelo | 1 | 0 | 0 | 2 | 0 | 1 | 1 | 0 | 3 | X  | 8     |

| Pista B               | LSFE    | 1 | 2 | 3 | 4 | 5 | 6 | 7 | 8 | 9 | 10 | Final |
| --------------------- | ------- | - | - | - | - | - | - | - | - | - | -- | ----- |
| Estados Unidos (Lank) | Martelo | 3 | 0 | 0 | 1 | 0 | 0 | 2 | 1 | 0 | 1  | 8     |
| Coreia do Sul (Kim)   |         | 0 | 1 | 1 | 0 | 1 | 1 | 0 | 0 | 2 | 0  | 6     |

| Pista C           | LSFE    | 1 | 2 | 3 | 4 | 5 | 6 | 7 | 8 | 9 | 10 | Final |
| ----------------- | ------- | - | - | - | - | - | - | - | - | - | -- | ----- |
| Alemanha (Schöpp) |         | 0 | 0 | 2 | 0 | 0 | 1 | 0 | 1 | 1 | 0  | 5     |
| Suécia (Norberg)  | Martelo | 1 | 1 | 0 | 2 | 0 | 0 | 2 | 0 | 0 | 1  | 7     |

| Pista D             | LSFE    | 1 | 2 | 3 | 4 | 5 | 6 | 7 | 8 | 9 | 10 | 11 | Final |
| ------------------- | ------- | - | - | - | - | - | - | - | - | - | -- | -- | ----- |
| Rússia (Privivkova) | Martelo | 1 | 0 | 0 | 1 | 0 | 1 | 3 | 0 | 0 | 1  | 0  | 7     |
| Suíça (Ott)         |         | 0 | 0 | 1 | 0 | 2 | 0 | 0 | 1 | 3 | 0  | 2  | 9     |

Décima-primeira rodada
Terça-feira, 22 de março, 19:00
| Pista A      | LSFE    | 1 | 2 | 3 | 4 | 5 | 6 | 7 | 8 | 9 | 10 | 11 | Final |
| ------------ | ------- | - | - | - | - | - | - | - | - | - | -- | -- | ----- |
| China (Wang) | Martelo | 3 | 0 | 0 | 0 | 0 | 0 | 1 | 0 | 0 | 2  | 0  | 6     |
| Suíça (Ott)  |         | 0 | 1 | 0 | 1 | 1 | 1 | 0 | 0 | 2 | 0  | 1  | 7     |

| Pista B           | LSFE    | 1 | 2 | 3 | 4 | 5 | 6 | 7 | 8 | 9 | 10 | Final |
| ----------------- | ------- | - | - | - | - | - | - | - | - | - | -- | ----- |
| Escócia (Sloan)   | Martelo | 2 | 0 | 1 | 0 | 2 | 0 | 1 | 0 | 0 | 0  | 6     |
| Rússia (Sidorova) |         | 0 | 1 | 0 | 1 | 0 | 2 | 0 | 2 | 0 | 2  | 8     |

| Pista C               | LSFE    | 1 | 2 | 3 | 4 | 5 | 6 | 7 | 8 | 9 | 10 | Final |
| --------------------- | ------- | - | - | - | - | - | - | - | - | - | -- | ----- |
| Estados Unidos (Lank) |         | 0 | 1 | 0 | 0 | 2 | 0 | 2 | 0 | 1 | 0  | 6     |
| Canadá (Holland)      | Martelo | 1 | 0 | 2 | 0 | 0 | 2 | 0 | 2 | 0 | 2  | 9     |

| Pista D             | LSFE    | 1 | 2 | 3 | 4 | 5 | 6 | 7 | 8 | 9 | 10 | Final |
| ------------------- | ------- | - | - | - | - | - | - | - | - | - | -- | ----- |
| Coreia do Sul (Kim) | Martelo | 2 | 1 | 0 | 2 | 1 | 2 | 0 | 3 | X | X  | 11    |
| Chéquia (Kubešková) |         | 0 | 0 | 1 | 0 | 0 | 0 | 1 | 0 | X | X  | 2     |

Décima-segunda rodada
Quarta-feira, 23 de março, 9:00
| Pista A             | LSFE    | 1 | 2 | 3 | 4 | 5 | 6 | 7 | 8 | 9 | 10 | Final |
| ------------------- | ------- | - | - | - | - | - | - | - | - | - | -- | ----- |
| Rússia (Privivkova) |         | 0 | 2 | 0 | 0 | 2 | 0 | 1 | 0 | 0 | X  | 5     |
| Alemanha (Schöpp)   | Martelo | 1 | 0 | 1 | 1 | 0 | 0 | 0 | 0 | 0 | X  | 3     |

| Pista B          | LSFE    | 1 | 2 | 3 | 4 | 5 | 6 | 7 | 8 | 9 | 10 | 11 | Final |
| ---------------- | ------- | - | - | - | - | - | - | - | - | - | -- | -- | ----- |
| Suécia (Norberg) |         | 0 | 1 | 0 | 3 | 0 | 1 | 2 | 1 | 0 | 0  | 1  | 9     |
| Suíça (Ott)      | Martelo | 1 | 0 | 2 | 0 | 2 | 0 | 0 | 0 | 2 | 1  | 0  | 8     |

| Pista C             | LSFE    | 1 | 2 | 3 | 4 | 5 | 6 | 7 | 8 | 9 | 10 | Final |
| ------------------- | ------- | - | - | - | - | - | - | - | - | - | -- | ----- |
| Dinamarca (Nielsen) | Martelo | 1 | 0 | 2 | 0 | 0 | 2 | 0 | 2 | 0 | X  | 7     |
| Coreia do Sul (Kim) |         | 0 | 1 | 0 | 0 | 1 | 0 | 1 | 0 | 1 | X  | 4     |

| Pista D               | LSFE    | 1 | 2 | 3 | 4 | 5 | 6 | 7 | 8 | 9 | 10 | 11 | Final |
| --------------------- | ------- | - | - | - | - | - | - | - | - | - | -- | -- | ----- |
| Noruega (Githmark)    |         | 0 | 0 | 0 | 0 | 1 | 0 | 2 | 0 | 1 | 1  | 0  | 5     |
| Estados Unidos (Lank) | Martelo | 0 | 1 | 1 | 1 | 0 | 1 | 0 | 1 | 0 | 0  | 1  | 6     |

Décima-terceira rodada
Quarta-feira, 23 de março, 14:00
| Pista A             | LSFE    | 1 | 2 | 3 | 4 | 5 | 6 | 7 | 8 | 9 | 10 | Final |
| ------------------- | ------- | - | - | - | - | - | - | - | - | - | -- | ----- |
| Coreia do Sul (Kim) | Martelo | 1 | 1 | 0 | 0 | 3 | 1 | 0 | 3 | X | X  | 9     |
| Escócia (Sloan)     |         | 0 | 0 | 0 | 2 | 0 | 0 | 1 | 0 | X | X  | 3     |

| Pista B               | LSFE    | 1 | 2 | 3 | 4 | 5 | 6 | 7 | 8 | 9 | 10 | Final |
| --------------------- | ------- | - | - | - | - | - | - | - | - | - | -- | ----- |
| China (Wang)          |         | 2 | 0 | 3 | 0 | 1 | 4 | 0 | 4 | X | X  | 14    |
| Estados Unidos (Lank) | Martelo | 0 | 2 | 0 | 2 | 0 | 0 | 1 | 0 | X | X  | 5     |

| Pista C             | LSFE    | 1 | 2 | 3 | 4 | 5 | 6 | 7 | 8 | 9 | 10 | Final |
| ------------------- | ------- | - | - | - | - | - | - | - | - | - | -- | ----- |
| Rússia (Privivkova) | Martelo | 1 | 2 | 3 | 0 | 2 | 0 | 4 | X | X | X  | 12    |
| Chéquia (Kubešková) |         | 0 | 0 | 0 | 2 | 0 | 1 | 0 | X | X | X  | 3     |

| Pista D          | LSFE    | 1 | 2 | 3 | 4 | 5 | 6 | 7 | 8 | 9 | 10 | Final |
| ---------------- | ------- | - | - | - | - | - | - | - | - | - | -- | ----- |
| Suíça (Ott)      | Martelo | 1 | 1 | 0 | 0 | 1 | 0 | 0 | 1 | 0 | X  | 4     |
| Canadá (Holland) |         | 0 | 0 | 1 | 1 | 0 | 2 | 0 | 0 | 3 | X  | 7     |

Décima-quarta rodada
Quarta-feira, 23 de março, 19:00
| Pista A          | LSFE    | 1 | 2 | 3 | 4 | 5 | 6 | 7 | 8 | 9 | 10 | Final |
| ---------------- | ------- | - | - | - | - | - | - | - | - | - | -- | ----- |
| Suécia (Norberg) |         | 0 | 0 | 0 | 2 | 0 | 1 | 1 | 0 | 0 | 1  | 5     |
| Canadá (Holland) | Martelo | 0 | 2 | 0 | 0 | 1 | 0 | 0 | 1 | 0 | 0  | 4     |

| Pista B             | LSFE    | 1 | 2 | 3 | 4 | 5 | 6 | 7 | 8 | 9 | 10 | Final |
| ------------------- | ------- | - | - | - | - | - | - | - | - | - | -- | ----- |
| Alemanha (Schöpp)   |         | 0 | 0 | 2 | 0 | 0 | 1 | 2 | 2 | 0 | X  | 7     |
| Chéquia (Kubešková) | Martelo | 1 | 1 | 0 | 0 | 0 | 0 | 0 | 0 | 1 | X  | 3     |

| Pista C            | LSFE    | 1 | 2 | 3 | 4 | 5 | 6 | 7 | 8 | 9 | 10 | Final |
| ------------------ | ------- | - | - | - | - | - | - | - | - | - | -- | ----- |
| China (Wang)       | Martelo | 0 | 0 | 0 | 1 | 0 | 3 | 0 | 1 | 0 | 1  | 6     |
| Noruega (Githmark) |         | 0 | 0 | 0 | 0 | 2 | 0 | 0 | 0 | 2 | 0  | 4     |

| Pista D             | LSFE    | 1 | 2 | 3 | 4 | 5 | 6 | 7 | 8 | 9 | 10 | Final |
| ------------------- | ------- | - | - | - | - | - | - | - | - | - | -- | ----- |
| Dinamarca (Nielsen) |         | 0 | 1 | 4 | 0 | 2 | 3 | 0 | 2 | X | X  | 12    |
| Escócia (Sloan)     | Martelo | 0 | 0 | 0 | 2 | 0 | 0 | 3 | 0 | X | X  | 5     |

Décima-quinta rodada
Quinta-feira, 24 de março, 9:00
| Pista A               | LSFE    | 1 | 2 | 3 | 4 | 5 | 6 | 7 | 8 | 9 | 10 | Final |
| --------------------- | ------- | - | - | - | - | - | - | - | - | - | -- | ----- |
| Chéquia (Kubešková)   | Martelo | 0 | 0 | 1 | 0 | 2 | 0 | 1 | 0 | 0 | X  | 4     |
| Estados Unidos (Lank) |         | 1 | 0 | 0 | 2 | 0 | 1 | 0 | 2 | 0 | X  | 6     |

| Pista B             | LSFE    | 1 | 2 | 3 | 4 | 5 | 6 | 7 | 8 | 9 | 10 | Final |
| ------------------- | ------- | - | - | - | - | - | - | - | - | - | -- | ----- |
| Coreia do Sul (Kim) |         | 1 | 0 | 0 | 0 | 1 | 0 | 0 | X | X | X  | 2     |
| Canadá (Holland)    | Martelo | 0 | 1 | 4 | 1 | 0 | 1 | 2 | X | X | X  | 9     |

| Pista C         | LSFE    | 1 | 2 | 3 | 4 | 5 | 6 | 7 | 8 | 9 | 10 | Final |
| --------------- | ------- | - | - | - | - | - | - | - | - | - | -- | ----- |
| Suíça (Ott)     |         | 0 | 1 | 2 | 0 | 2 | 1 | 0 | 2 | 1 | X  | 9     |
| Escócia (Sloan) | Martelo | 0 | 0 | 0 | 1 | 0 | 0 | 2 | 0 | 0 | X  | 3     |

| Pista D             | LSFE    | 1 | 2 | 3 | 4 | 5 | 6 | 7 | 8 | 9 | 10 | Final |
| ------------------- | ------- | - | - | - | - | - | - | - | - | - | -- | ----- |
| China (Wang)        |         | 0 | 2 | 0 | 1 | 1 | 1 | 1 | 0 | 0 | 2  | 8     |
| Rússia (Privivkova) | Martelo | 1 | 0 | 2 | 0 | 0 | 0 | 0 | 1 | 1 | 0  | 5     |

Décima-sexta rodada
Quinta-feira, 24 de março, 14:00
| Pista A             | LSFE    | 1 | 2 | 3 | 4 | 5 | 6 | 7 | 8 | 9 | 10 | Final |
| ------------------- | ------- | - | - | - | - | - | - | - | - | - | -- | ----- |
| Dinamarca (Nielsen) | Martelo | 0 | 2 | 0 | 0 | 1 | 0 | 0 | 0 | 2 | 0  | 5     |
| China (Wang)        |         | 0 | 0 | 2 | 0 | 0 | 2 | 1 | 1 | 0 | 1  | 7     |

| Pista B            | LSFE    | 1 | 2 | 3 | 4 | 5 | 6 | 7 | 8 | 9 | 10 | Final |
| ------------------ | ------- | - | - | - | - | - | - | - | - | - | -- | ----- |
| Escócia (Sloan)    |         | 0 | 0 | 1 | 2 | 1 | 0 | 1 | 0 | 1 | X  | 6     |
| Noruega (Githmark) | Martelo | 1 | 0 | 0 | 0 | 0 | 1 | 0 | 1 | 0 | X  | 3     |

| Pista C           | LSFE    | 1 | 2 | 3 | 4 | 5 | 6 | 7 | 8 | 9 | 10 | Final |
| ----------------- | ------- | - | - | - | - | - | - | - | - | - | -- | ----- |
| Canadá (Holland)  | Martelo | 0 | 1 | 0 | 3 | 0 | 0 | 1 | 2 | 0 | 1  | 8     |
| Alemanha (Schöpp) |         | 0 | 0 | 2 | 0 | 2 | 1 | 0 | 0 | 1 | 0  | 6     |

| Pista D             | LSFE    | 1 | 2 | 3 | 4 | 5 | 6 | 7 | 8 | 9 | 10 | 11 | Final |
| ------------------- | ------- | - | - | - | - | - | - | - | - | - | -- | -- | ----- |
| Chéquia (Kubešková) |         | 0 | 0 | 2 | 1 | 0 | 0 | 0 | 0 | 2 | 1  | 0  | 6     |
| Suécia (Norberg)    | Martelo | 2 | 0 | 0 | 0 | 1 | 1 | 2 | 0 | 0 | 0  | 1  | 7     |

Décima-sétima rodada
Quinta-feira, 24 de março, 19:00
| Pista A            | LSFE    | 1 | 2 | 3 | 4 | 5 | 6 | 7 | 8 | 9 | 10 | Final |
| ------------------ | ------- | - | - | - | - | - | - | - | - | - | -- | ----- |
| Suíça (Ott)        | Martelo | 1 | 0 | 0 | 3 | 0 | 0 | 1 | 0 | 2 | X  | 7     |
| Noruega (Githmark) |         | 0 | 2 | 0 | 0 | 0 | 1 | 0 | 1 | 0 | X  | 4     |

| Pista B             | LSFE    | 1 | 2 | 3 | 4 | 5 | 6 | 7 | 8 | 9 | 10 | Final |
| ------------------- | ------- | - | - | - | - | - | - | - | - | - | -- | ----- |
| Rússia (Privivkova) |         | 0 | 0 | 1 | 1 | 0 | 0 | 0 | 1 | 0 | X  | 3     |
| Dinamarca (Nielsen) | Martelo | 0 | 2 | 0 | 0 | 2 | 2 | 1 | 0 | 3 | X  | 10    |

| Pista C               | LSFE    | 1 | 2 | 3 | 4 | 5 | 6 | 7 | 8 | 9 | 10 | Final |
| --------------------- | ------- | - | - | - | - | - | - | - | - | - | -- | ----- |
| Suécia (Norberg)      | Martelo | 3 | 0 | 0 | 0 | 0 | 0 | 0 | 0 | X | X  | 3     |
| Estados Unidos (Lank) |         | 0 | 1 | 0 | 1 | 1 | 1 | 3 | 1 | X | X  | 8     |

| Pista D             | LSFE    | 1 | 2 | 3 | 4 | 5 | 6 | 7 | 8 | 9 | 10 | Final |
| ------------------- | ------- | - | - | - | - | - | - | - | - | - | -- | ----- |
| Alemanha (Schöpp)   | Martelo | 1 | 0 | 0 | 2 | 0 | 2 | 0 | 0 | 0 | 1  | 6     |
| Coreia do Sul (Kim) |         | 0 | 0 | 1 | 0 | 2 | 0 | 1 | 0 | 1 | 0  | 5     |

### Partida desempate
Sexta-feira, 25 de março, 14:00
| Pista D          | LSFE    | 1 | 2 | 3 | 4 | 5 | 6 | 7 | 8 | 9 | 10 | Final |
| ---------------- | ------- | - | - | - | - | - | - | - | - | - | -- | ----- |
| Canadá (Holland) | Martelo | 0 | 2 | 1 | 0 | 2 | 0 | 2 | 0 | 0 | 1  | 8     |
| Suíça (Ott)      |         | 0 | 0 | 0 | 2 | 0 | 1 | 0 | 3 | 0 | 0  | 6     |

| Percentuais de jogador(a) | Percentuais de jogador(a) | Percentuais de jogador(a) | Percentuais de jogador(a) |
| Suíça                     | Suíça                     | Canadá                    | Canadá                    |
| ------------------------- | ------------------------- | ------------------------- | ------------------------- |
| Janine Greiner            | 82%                       | Heather Kalenchuk         | 88%                       |
| Carmen Küng               | 74%                       | Tammy Schneider           | 95%                       |
| Carmen Schäfer            | 78%                       | Kim Schneider             | 84%                       |
| Mirjam Ott                | 72%                       | Amber Holland             | 85%                       |
| Total                     | 77%                       | Total                     | 88%                       |

## Fase eliminatória
|  | Playoff | Playoff   | Playoff |   |   | Semifinal | Semifinal | Semifinal |   |        | Final | Final  | Final |
|  |         |           |         |   |   |           |           |           |   |        |       |        |       |
|  | 1       | Suécia    | 7       |   |   |           |           |           |   |        |       |        |       |
|  | 2       | China     | 6       |   |   |           |           |           |   |        | 1     | Suécia | 7     |
|  |         |           |         |   | 2 | China     | 5         |           | 4 | Canadá | 5     |        |       |
|  |         | 4         | Canadá  | 8 |   |           |           |           |   |        |       |        |       |
|  | 3       | Dinamarca | 7       |   |   |           |           |           |   |        |       |        |       |
|  | 4       | Canadá    | 10      |   |   |           |           |           |   |        |       |        |       |

|  | Disputa do 3º lugar |           |    |
|  |                     |           |    |
|  | 3                   | Dinamarca | 9  |
|  | 2                   | China     | 10 |

### 1 vs. 2
Sexta-feira, 25 de março, 19:00
| Pista C          | LSFE    | 1 | 2 | 3 | 4 | 5 | 6 | 7 | 8 | 9 | 10 | Final |
| ---------------- | ------- | - | - | - | - | - | - | - | - | - | -- | ----- |
| Suécia (Norberg) | Martelo | 1 | 0 | 0 | 1 | 0 | 0 | 3 | 1 | 0 | 1  | 7     |
| China (Wang)     |         | 0 | 0 | 1 | 0 | 1 | 2 | 0 | 0 | 2 | 0  | 6     |

| Percentuais de jogador(a) | Percentuais de jogador(a) | Percentuais de jogador(a) | Percentuais de jogador(a) |
| Suécia                    | Suécia                    | China                     | China                     |
| ------------------------- | ------------------------- | ------------------------- | ------------------------- |
| Liselotta Lennartsson     | 79%                       | Zhou Yan                  | 92%                       |
| Sara Carlsson             | 82%                       | Yue Qingshuang            | 85%                       |
| Cecilia Östlund           | 92%                       | Liu Yin                   | 61%                       |
| Anette Norberg            | 82%                       | Wang Bingyu               | 76%                       |
| Total                     | 84%                       | Total                     | 79%                       |

### 3 vs. 4
Sábado, 26 de março, 10:00
| Pista C             | LSFE    | 1 | 2 | 3 | 4 | 5 | 6 | 7 | 8 | 9 | 10 | 11 | Final |
| ------------------- | ------- | - | - | - | - | - | - | - | - | - | -- | -- | ----- |
| Dinamarca (Nielsen) | Martelo | 1 | 0 | 2 | 0 | 0 | 2 | 0 | 0 | 2 | 0  | 0  | 7     |
| Canadá (Holland)    |         | 0 | 2 | 0 | 1 | 1 | 0 | 0 | 2 | 0 | 1  | 3  | 10    |

| Percentuais de jogador(a) | Percentuais de jogador(a) | Percentuais de jogador(a) | Percentuais de jogador(a) |
| Dinamarca                 | Dinamarca                 | Canadá                    | Canadá                    |
| ------------------------- | ------------------------- | ------------------------- | ------------------------- |
| Maria Poulsen             | 70%                       | Heather Kalenchuk         | 89%                       |
| Jeanne Ellegaard          | 61%                       | Tammy Schneider           | 81%                       |
| Helle Simonsen            | 78%                       | Kim Schneider             | 80%                       |
| Lene Nielsen              | 76%                       | Amber Holland             | 84%                       |
| Total                     | 72%                       | Total                     | 83%                       |

### Semifinal
Sábado, 26 de março, 15:00
| Pista C          | LSFE    | 1 | 2 | 3 | 4 | 5 | 6 | 7 | 8 | 9 | 10 | Final |
| ---------------- | ------- | - | - | - | - | - | - | - | - | - | -- | ----- |
| China (Wang)     | Martelo | 2 | 0 | 0 | 0 | 0 | 1 | 0 | 0 | 2 | 0  | 5     |
| Canadá (Holland) |         | 0 | 0 | 1 | 1 | 2 | 0 | 2 | 0 | 0 | 2  | 8     |

| Percentuais de jogador(a) | Percentuais de jogador(a) | Percentuais de jogador(a) | Percentuais de jogador(a) |
| China                     | China                     | Canadá                    | Canadá                    |
| ------------------------- | ------------------------- | ------------------------- | ------------------------- |
| Zhou Yan                  | 82%                       | Heather Kalenchuk         | 88%                       |
| Yue Qingshuang            | 66%                       | Tammy Schneider           | 62%                       |
| Liu Yin                   | 60%                       | Kim Schneider             | 70%                       |
| Wang Bingyu               | 74%                       | Amber Holland             | 86%                       |
| Total                     | 71%                       | Total                     | 77%                       |

### Decisão do terceiro lugar
Domingo, 27 de março, 10:00
| Pista C             | LSFE    | 1 | 2 | 3 | 4 | 5 | 6 | 7 | 8 | 9 | 10 | 11 | Final |
| ------------------- | ------- | - | - | - | - | - | - | - | - | - | -- | -- | ----- |
| Dinamarca (Nielsen) | Martelo | 1 | 0 | 2 | 0 | 0 | 1 | 0 | 3 | 0 | 2  | 0  | 9     |
| China (Wang)        |         | 0 | 2 | 0 | 3 | 1 | 0 | 1 | 0 | 2 | 0  | 1  | 10    |

| Percentuais de jogador(a) | Percentuais de jogador(a) | Percentuais de jogador(a) | Percentuais de jogador(a) |
| Dinamarca                 | Dinamarca                 | China                     | China                     |
| ------------------------- | ------------------------- | ------------------------- | ------------------------- |
| Maria Poulsen             | 86%                       | Zhou Yan                  | 86%                       |
| Jeanne Ellegaard          | 73%                       | Yue Qingshuang            | 83%                       |
| Helle Simonsen            | 84%                       | Liu Yin                   | 82%                       |
| Lene Nielsen              | 73%                       | Wang Bingyu               | 84%                       |
| Total                     | 79%                       | Total                     | 81%                       |

### Final
Domingo, 27 de março, 15:00
| Pista C          | LSFE    | 1 | 2 | 3 | 4 | 5 | 6 | 7 | 8 | 9 | 10 | Final |
| ---------------- | ------- | - | - | - | - | - | - | - | - | - | -- | ----- |
| Suécia (Norberg) | Martelo | 1 | 0 | 1 | 0 | 1 | 0 | 1 | 0 | 1 | 2  | 7     |
| Canadá (Holland) |         | 0 | 0 | 0 | 3 | 0 | 1 | 0 | 1 | 0 | 0  | 5     |

| Percentuais de jogador(a) | Percentuais de jogador(a) | Percentuais de jogador(a) | Percentuais de jogador(a) |
| Suécia                    | Suécia                    | Canadá                    | Canadá                    |
| ------------------------- | ------------------------- | ------------------------- | ------------------------- |
| Liselotta Lennartsson     | 72%                       | Heather Kalenchuk         | 80%                       |
| Sara Carlsson             | 68%                       | Tammy Schneider           | 65%                       |
| Cecilia Östlund           | 69%                       | Kim Schneider             | 74%                       |
| Anette Norberg            | 72%                       | Amber Holland             | 78%                       |
| Total                     | 70%                       | Total                     | 74%                       |

| Campeonato Mundial Feminino de Curling de 2011 |
| Suécia                                         |
| ---------------------------------------------- |
| Suécia Campeã (8º título)                      |

## Estatísticas

### Top 5
Após fase classificatória; mínimo 5 partidas
| Primeiras         | %  | Segundas         | %  | Terceiras       | %  | Capitãs        | %  |
| Heather Kalenchuk | 88 | Jeanne Ellegaard | 84 | Liu Yin         | 83 | Wang Bingyu    | 81 |
| Ekaterina Galkina | 84 | Yue Qingshuang   | 81 | Kim Schneider   | 81 | Amber Holland  | 80 |
| Janine Greiner    | 84 | Carmen Küng      | 80 | Carmen Schäfer  | 80 | Lene Nielsen   | 79 |
| Stella Heiß       | 84 | Tammy Schneider  | 79 | Helle Simonsen  | 78 | Mirjam Ott     | 76 |
| Mackenzie Lank    | 82 | Sara Carlsson    | 78 | Cecilia Östlund | 78 | Anette Norberg | 75 |